# Uwe Bellmann
Uwe Bellmann (Freiberg, 8 ottobre 1962) è un ex fondista tedesco.
Fino alla riunificazione della Germania (1990) gareggiò per la nazionale tedesca orientale.

## Biografia
In Coppa del Mondo ottenne il primo risultato di rilievo il 16 gennaio 1982 a Le Brassus (5°) e l'unico podio il 10 dicembre 1988 a Ramsau am Dachstein (3°).
In carriera prese parte a due edizioni dei Giochi olimpici invernali, Sarajevo 1984 (7° nella 15 km, 10° nella 30 km, non conclude la 50º km, 9° nella staffetta) e Calgary 1988 (5° nella 15 km, 15° nella 30 km, 8° nella 50 km), e a sei dei Campionati mondiali, vincendo una medaglia.

## Palmarès

### Mondiali
- 1 medaglia:
  - 1 bronzo (staffetta a Oslo 1982)

### Coppa del Mondo
- Miglior piazzamento in classifica generale: 9º nel 1989
- 1 podio (individuale[1]):
  - 1 terzo posto